# Спитак
Спитак (на арменски: Սպիտակ) е град, разположен в провинция Лори, Армения. Населението му през 2011 година е 12 881 души.

## История
Основан е през 17 век като село Хамамлу, тогава Сефевидски Иран. През 1949 г. СССР го преименува на Спитак, а през 1960 г. получава статут на град. На 7 декември 1988 г. земетресение с магнитуд 7,2 по скалата на Рихтер почти напълно унищожава града.

## Население
- 1990 – 3700 души
- 2001 – 13 592 души
- 2009 – 15 146 души
- 2011 – 12 881 души